# 芳賀日陽
芳賀 日陽（はが あさひ、2000年7月30日 - ） は東京都出身のサッカー選手。Jリーグ・FC大阪所属。ポジションはMF。

## 略歴
FC東京の下部組織出身。2018年には2種登録選手としてトップチームに登録され、FC東京U-23の選手としてJ3リーグで11試合に出場した。しかし、トップチームに正式昇格することはできず、高校卒業後は作新学院大学に進学。
2022年1月29日、2023年シーズンからのいわきFC加入内定が発表された。また2月18日に特別指定選手に承認された。
2023年12月14日、FC大阪への育成型期限付き移籍が発表された。
2025年、FC大阪に完全移籍。

## 所属クラブ
- 板橋少年SC
- FC東京U-15深川
- FC東京U-18
  - 2018年  FC東京（2種登録選手）
- 作新学院大学
  - 2022年 いわきFC（特別指定選手）
- 2023年 - 2024年  いわきFC
  - 2024年  FC大阪（育成型期限付き移籍）
- 2025年 -  FC大阪

## 個人成績
| 国内大会個人成績 | 国内大会個人成績 | 国内大会個人成績 | 国内大会個人成績 | 国内大会個人成績 | 国内大会個人成績 | 国内大会個人成績 | 国内大会個人成績 | 国内大会個人成績 | 国内大会個人成績 | 国内大会個人成績 | 国内大会個人成績 |
| 年度             | クラブ           | 背番号           | リーグ           | リーグ戦         | リーグ戦         | リーグ杯         | リーグ杯         | オープン杯       | オープン杯       | 期間通算         | 期間通算         |
| 年度             | クラブ           | 背番号           | リーグ           | 出場             | 得点             | 出場             | 得点             | 出場             | 得点             | 出場             | 得点             |
| 日本             | 日本             | 日本             | 日本             | リーグ戦         | リーグ戦         | リーグ杯         | リーグ杯         | 天皇杯           | 天皇杯           | 期間通算         | 期間通算         |
| ---------------- | ---------------- | ---------------- | ---------------- | ---------------- | ---------------- | ---------------- | ---------------- | ---------------- | ---------------- | ---------------- | ---------------- |
| 2018             | F東23            | 52               | J3               | 11               | 0                | -                | -                | -                | -                | 11               | 0                |
| 2023             | いわき           | 25               | J2               | 11               | 0                | -                | -                | 1                | 0                | 12               | 0                |
| 2024             | FC大阪           | 20               | J3               | 14               | 2                | 0                | 0                | -                | -                | 14               | 2                |
| 2025             | FC大阪           | 8                | J3               |                  |                  |                  |                  |                  |                  |                  |                  |
| 通算             | 日本             | 日本             | J2               | 11               | 0                | -                | -                | 1                | 0                | 12               | 0                |
| 通算             | 日本             | 日本             | J3               | 25               | 2                | 0                | 0                | -                | -                | 25               | 2                |
| 総通算           | 総通算           | 総通算           | 総通算           | 36               | 2                | 0                | 0                | 1                | 0                | 37               | 2                |

- 2018年は2種登録選手、2022年は特別指定選手で出場なし。

その他の公式戦
- 2024年
  - J2昇格プレーオフ：1試合0得点

出場歴
- Jリーグ初出場 - 2018年5月26日 J3第8節 vsガンバ大阪U-23（パナソニックスタジアム吹田）
- Jリーグ初得点 - 2024年11月9日 J3第36節 vsY.S.C.C.横浜（東大阪市花園ラグビー場）